# Syntax
Syntax neboli skladba (zastarale větosloví) je lingvistická disciplína, jež zkoumá vzájemné vztahy mezi znaky (např. vztahy mezi slovy ve větě (mj. větnými členy), správným tvořením větných konstrukcí a slovosledem, také ale čísly nebo logickými symboly).

## Charakteristika
V tradičním pojetí je spolu s morfologií součástí gramatiky; vedle toho je (podle Carnapovy a Morrisovy definice) spolu se sémantikou a pragmatikou součástí sémiotiky.
Tradiční (složková) syntax představuje popis skladebních vztahů a větných členů, rozdělila věty na jednočlenné a dvojčlenné, rozlišila souvětí souřadné a podřadné.
Valenční syntax se zakládá na valenci, to jest schopnosti slov, hlavně sloves, vázat na sebe významově těsně jiné výrazy. Základové větné struktury jsou nejjednodušší taková spojení dávající smysl a s plnou mluvnickou funkčností, z nichž se dají vytvořit gramatické větné vzorce. Valenční skladba se soustřeďuje především na proces tvoření věty.
Textová syntax (hypersyntax, nadvětná syntax, makrosyntax) zkoumá syntaktické prostředky výstavby textu a tím se stýká se stylistikou.
Při zpracování přirozeného jazyka zpracování morfologie předchází zpracování syntaxe.
Syntaxe se vyskytuje i u zvířecích jazyků.

## Rozdíly přirozených a formálních jazyků
Programovací jazyky a další jazyky používané v informatice mají také syntaktickou složku; v informatice se pro ni zpravidla používá slovo syntaxe, kterým se označuje souhrn pravidel pro zápis výrazů (např. programů) v určitém formálním jazyce (například programovacím). Stejně jako u lidských jazyků syntaxe nepopisuje, jak se z jednotlivých znaků skládají lexémy nebo tokeny (např. jména proměnných a funkcí, klíčová neboli rezervovaná slova, operátory nebo čísla), ale jak se z lexémů vytvářejí větší celky jako výrazy, příkazy, deklarace, funkce nebo celé programy. Nejčastějším způsobem popisu syntaxe formálního jazyka je formální gramatika. Pravidla gramatiky umožňují sestavit z lineárního zápisu v jazyce stromovou strukturu zvanou syntaktický strom. Zjišťování syntaxe (viz syntaktická analýza) typicky předchází lexikální analýza, která rozděluje vstupní text na lexémy. Výsledky syntaktické analýzy využívá sémantická analýza a generování kódu nebo interpretace programu.
- Složitost syntaxe: Syntax formálních (počítačových) jazyků byla navržena lidmi i s cílem jednoduché analýzy. Syntax přirozených jazyků popisuje jazyk, který vznikl přirozeným vývojem.
- Jednoznačnost: Formální jazyky jsou typicky jednoznačné, tj. jednu větu lze správně analyzovat pouze jedním způsobem. Přirozený jazyk je typicky (syntakticky) víceznačný. Někdy sémantika pomůže při určení správné možnosti.
- Ostrost hranice jazyka: U formálního jazyka je hranice mezi správnou a nesprávnou větou ostrá. O správnosti rozhoduje počítač podle nějakého popisu (např. programu) a nesprávné věty jsou odmítnuty. U přirozeného jazyka je hranice často neostrá a názor na správnost věty se pro různé lidi liší.